# The State of the World
The State of the World (SoW) kommer ut årligen och är en serie med böcker som framtas av Worldwatch Institute. I serien försöker man sammanställa de mest brådskande miljöfrågorna. 2016 års utgåva Confronting Hidden Threats to Sustainability tar upp hur konsekvenserna av miljöfrågorna av ett ohållbar globalt system.